# Salzkammergut Festwochen Gmunden
Die Salzkammergut Festwochen Gmunden sind ein ganzjährig stattfindendes Festival in der Stadt Gmunden im oberösterreichischen Salzkammergut.

## Kulturelle Vielfalt
Über das Jahr verteilt, mit Schwerpunkt auf den Sommer, bieten die Festwochen Musikprojekte, Formate, Jubiläen und Dramatik. Ein Team rund um Christian Hieke (künstlerischer Leiter), Johanna Mitterbauer (kaufmännische Geschäftsführerin) und Karin Bergmann (Leiterin Literatur und Theater und ehemalige Direktorin des Wiener Burgtheaters) programmieren das Mehrspartenfestival rund um den Traunsee. 2022 konnten die Salzkammergut Festwochen Gmunden über 20.000 Gäste in und um Gmunden begrüßen.

## Vision
„Wir wollen unser Publikum bewegen und berühren und direkt ansprechen! Besucher und Besucherinnen sollen nach einer Aufführung angeregt, beglückt oder auch irritiert über das Gesehene diskutieren“, so Karin Bergmann, Leiterin Literatur und Theater. Schwerpunkte werden auf Autoren und Komponisten gelegt, die mit der Region verbunden sind und von dieser inspiriert wurden. „Es ist uns ein Anliegen, auch die Lebensgeschichte hinter den Menschen zu erzählen und in Erinnerung zu rufen, welch große Kunstschaffenden im Salzkammergut tätig waren“, so Christian Hieke. Stars wie Klaus Maria Brandauer, Harald Schmidt, Martin Grubinger, Rolando Villazón, Piotr Beczala oder Caroline Peters waren in den vergangenen Jahren auf diversen Bühnen zu sehen.
Mit altersspezifischen Rahmenhandlungen, ausgewählten Mitwirkenden und interaktiven Elementen bieten die Salzkammergut Festwochen Gmunden eine eigene Programmlinie für junges Publikum.

## Rezeption
„Im Rahmen der Festwochen Gmunden und im Vorfeld des Kulturhauptstadtprojektes Salzkammergut 2024 legt die 13.000-Einwohner-Stadt eine beachtliche Kunstoffensive hin. Und bringt große, aber auch neue Namen an die Traunsee-Riviera“, so der ORF.

## Europäische Kulturhauptstadt Bad Ischl & Salzkammergut 2024

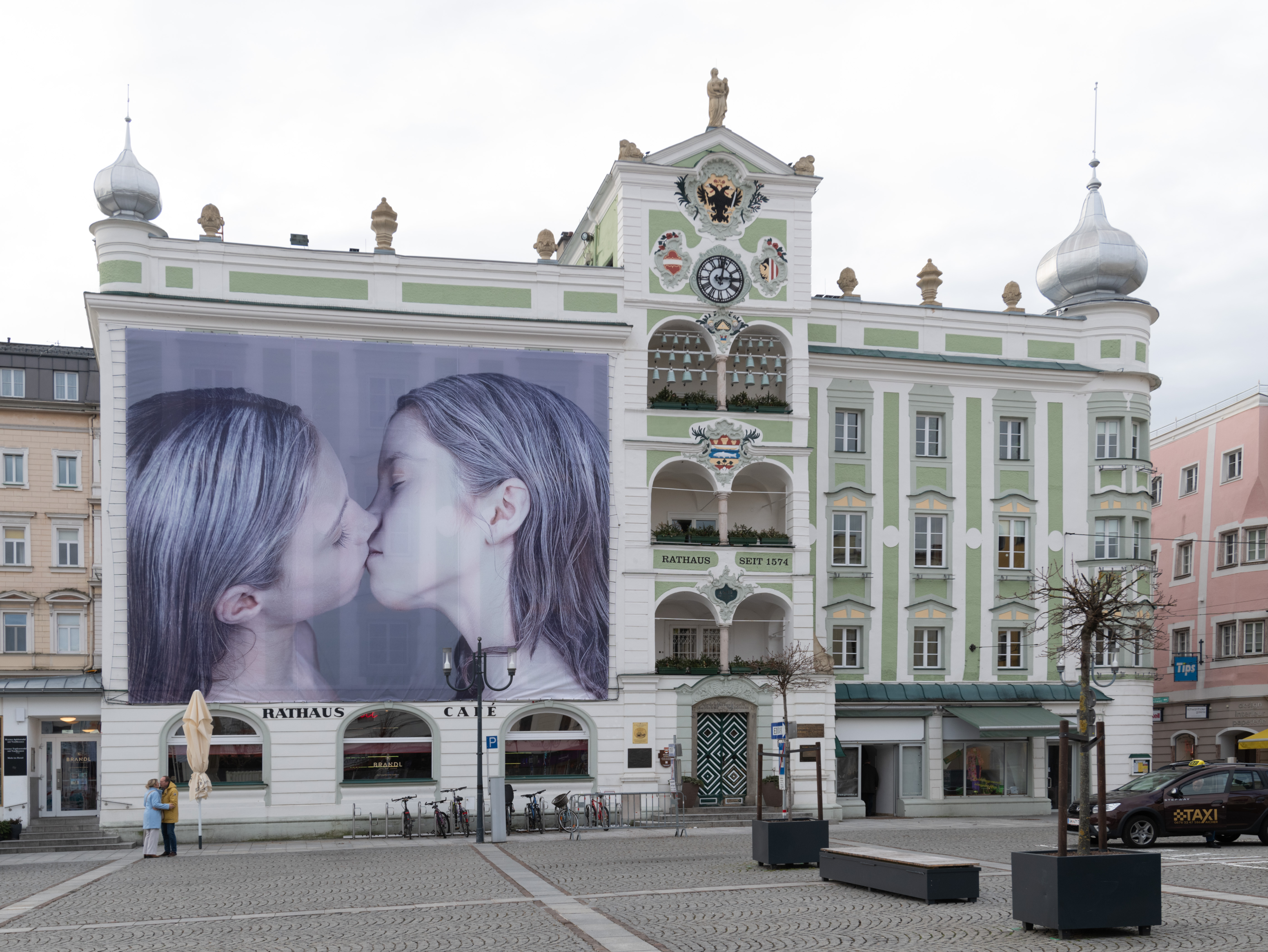
Installation von Gottfried Helnwein am Rathaus Gmunden (2024)

Im Rahmen der Europäischen Kulturhauptstadt 2024 sind die Salzkammergut Festwochen Gmunden mit vier Programmpunkten vertreten: Darunter mit dem bereits 2021 gestarteten Projekt „Hausmusik Roas“ (initiiert von Franz Welser-Möst), „Briefgeheimnisse interaktiv – Einmal quer durch Europa und weiter“, sowie „Salzkammergut for Sale“. „Den Titel der Kulturhauptstadt Europas Bad Ischl Salzkammergut 2024 sehen wir als Chance uns noch weiter zu öffnen und der künstlerischen Vielfalt der Region stärker Beachtung zu schenken“, erzählt Johanna Mitterbauer.

## Geschichte
Die Festspieltradition beruht auf den von Joseph M. Kotzky begründeten Theateraufführungen, die ab 1872 im Zeitraum von Juli bis September im dazu neu errichteten Stadttheater Gmunden stattfanden und der Unterhaltung des seinerzeit internationalen Kurpublikums dienten. Dazu wurden Schauspieler vorwiegend von Wiener Bühnen für Gastspiele engagiert. 1987 wurden nach jahrzehntelanger Unterbrechung mit den Gmundner Festwochen die Festspielaktivitäten wieder aufgenommen.
1997 übernahm Jutta Skokan zunächst die Geschäftsführung und ab 1999 auch die künstlerische Leitung. Sie entwickelte aus den vorwiegend klassisch ausgerichteten Festwochen ein Mehrsparten-Festival mit einem Jahresbudget von 428.000 € (2012), bestehend u. a. aus Schauspiel, Musik, Literatur, bildender Kunst, Film und Performances sowie Diskussionsveranstaltungen, die verteilt auf zahlreiche Spielstätten in der Ferienregion Salzkammergut durchgeführt werden, u. a. in Altmünster, Traunkirchen, Ebensee, Bad Ischl, Ohlsdorf, Steyrermühl und Lindach.

## Neues Festwochenteam
Seit Mai 2019 ist Christian Hieke künstlerischer Leiter (für die Programmierung war er ab dem Abgang von Jutta Skokan mit September 2018 verantwortlich) und Johanna Mitterbauer kaufmännische Leiterin der Salzkammergut Festwochen Gmunden. Ziel ist, Erlebnisse für in den Genres Klassik, Literatur, Crossover und Jazz, Bühne, Architektur und Bildende Künste zu ermöglichen.
2021 wurde die ehemalige Burgtheaterdirektorin Karin Bergmann für die Bereiche Literatur und Theater gewonnen. Gleich mit ihrer ersten Theaterproduktion „haben sich die Salzkammergut Festwochen auf Anhieb in die Oberliga der Sommerfrischetheater katapultiert“, so schrieb die Berliner NACHTKRITIK nach der Premiere der Neuinszenierung von Arthur Schnitzlers Reigen in Regie von Franz-Xaver Mayr. Als zweite Theaterpremiere wird Shakespeares Der Sturm in Regie des Österreichers Moritz Franz Beichl erwartet. Premiere ist am 15. Juli 2023 im Stadttheater Gmunden.

## Organisation
Veranstalter der Salzkammergut Festwochen Gmunden ist seit 1993 der Gmundner Festspielverein.

### Präsident, Geschäftsführung, Künstlerische Leitung
- Bernhard Wolfram, Gründungspräsident (1993)
- Harald Diemer, Präsident (bis 1997)
- Gerda Eder, Präsidentin (1998–2007, seither Ehrenpräsidentin)
- Martin Aistleitner (2007 bis dato)
- Elke Schuster, Obfrau, Geschäftsführerin (1993–1997)
- Christine Zemann, Obfrau, Geschäftsführerin (1997–2012)
- Johanna Mitterbauer, Obfrau (2012–2019), Geschäftsführerin (ab 2019)
- Wilfried Tachezi, Künstlerischer Leiter (1993–1999)
- Jutta Skokan, Intendanz, Künstlerische Leiterin (1999–2018)
- Christian Hieke, Künstlerischer Geschäftsführer seit 2019
- Karin Bergmann, Leiterin Literatur und Theater seit 2021
- Michael Wolfram, Obmann Festwochenverein (aktuell)
- Andreas Murray, Präsident Festwochenverein (aktuell)

## Spielstätten
Zu den Spielstätten zählten u. a. Stadttheater Gmunden, Pfarrkirche Gmunden, Toscana Congress, Thomas-Bernhard-Haus, Kloster Traunkirchen, Hafen Frauscher, Villa Lanna, Hipp-Halle Gmunden, Kaiservilla Bad Ischl, MEZZO Ohlsdorf, Sägewerk Rumplmayr, Stadtpfarrkirche St. Nikolaus, Papierfabrik Steyrermühl und der Stadtgarten Gmunden.